# Unguis incarnatus

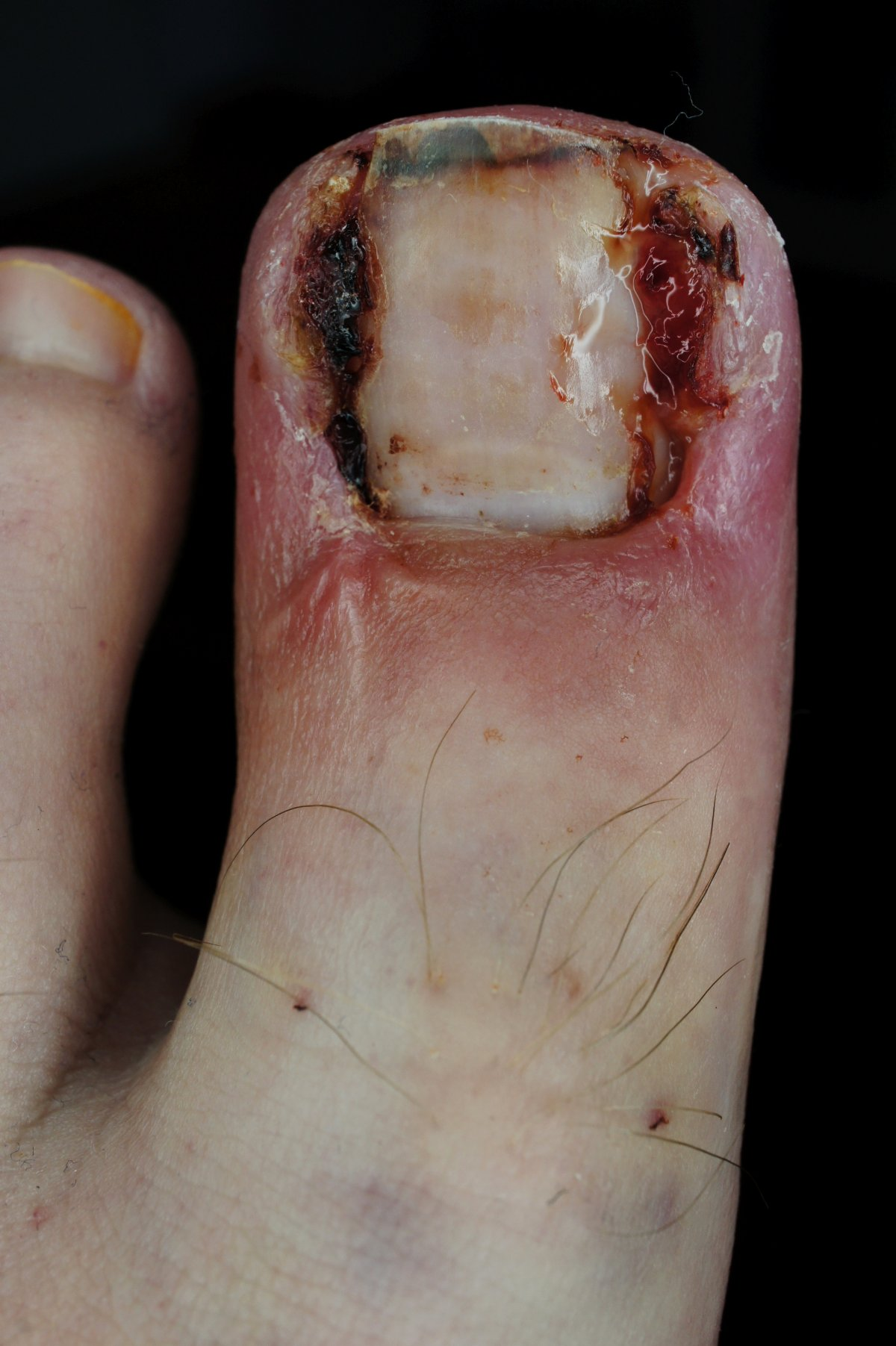
Eingewachsener Großzehennagel mit Nagelwallentzündung

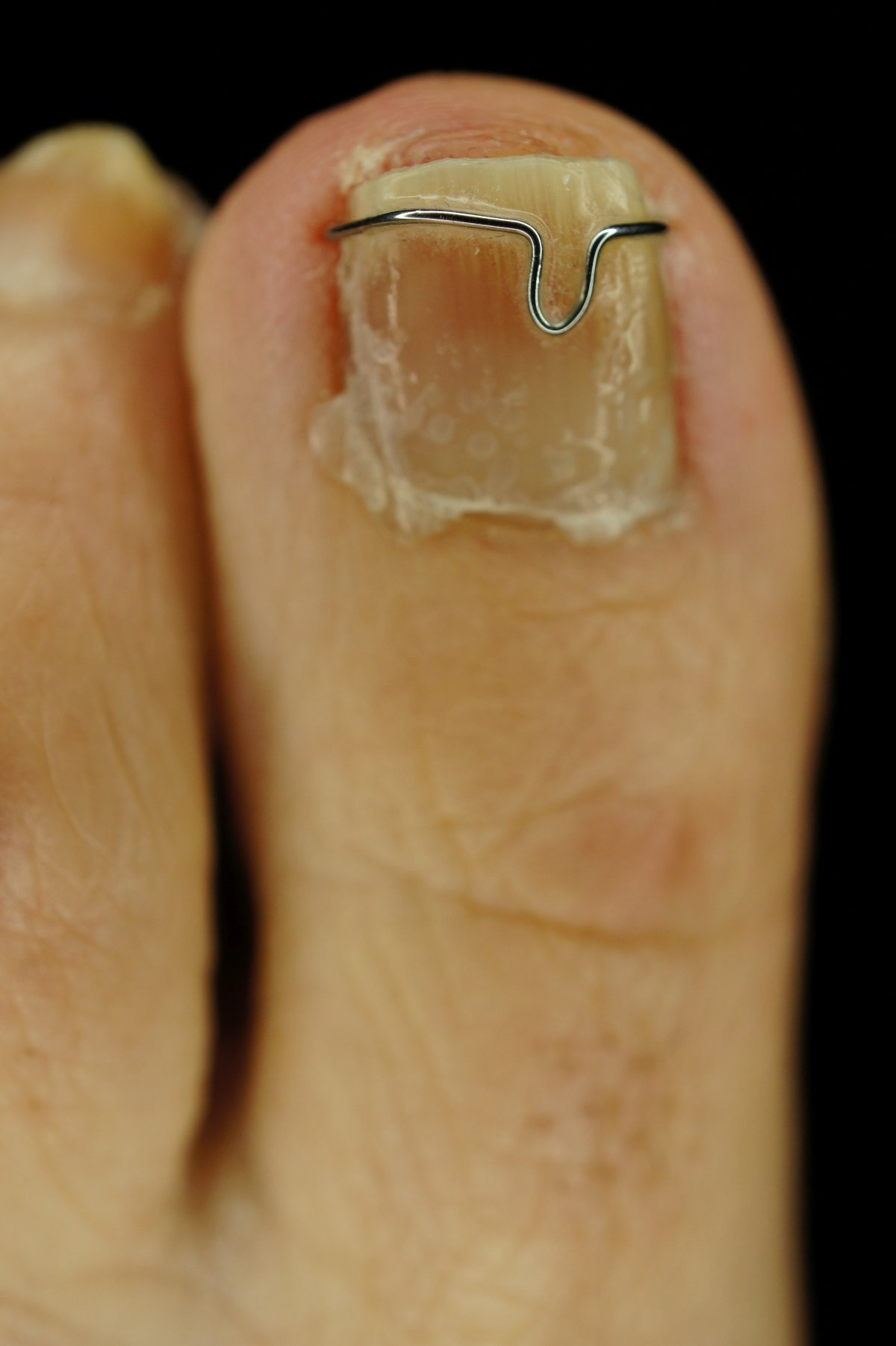
Konservative Behandlung bei eingewachsenem Zehennagel mittels Nagelspange

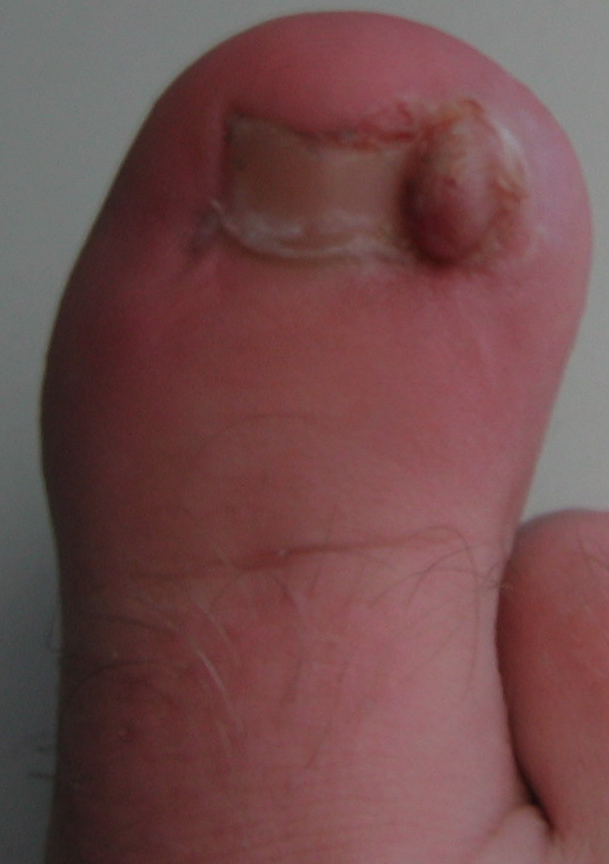
Ein eingewachsener Zehnagel

Unguis incarnatus, auch Onychocryptosis, ist der medizinische Fachausdruck für einen eingewachsenen Nagel. Dabei drückt sich entweder der seitliche Nagelrand tief in die Nagelfalz und führt zu schmerzhaften Beschwerden, oder die verbreiterte Nagelfalz überwuchert den seitlichen Nagelrand.
Ein Unguis incarnatus betrifft meistens den Großzeh. Eingewachsene Nägel gehören zu den häufigsten Beschwerden bei Nägeln. Männer sind häufiger als Frauen betroffen.

## Ursachen
Die Ursachen für eingewachsene Nägel sind meist zu enge Schuhe oder falsches Nägelschneiden. Schneidet man den Nagel wie den Fingernagel oval, schiebt sich der Nagelrand durch den Druck, dem der Fuß evtl. durch zu enge Schuhe ausgesetzt ist, in das Nagelbett. Das reizt die Haut, und es kommt zu einer Entzündung. Weil die Haut verletzt ist, bildet sich Granulationsgewebe, so genanntes „Wildes Fleisch“ (Bindegewebe im Rahmen der Wundheilung, das stark von Kapillaren durchzogen ist. Durch die Vielzahl der Kapillaren erscheint die Oberfläche „körnig“ – sie ist granuliert.) und wächst über den Nagel, der damit noch tiefer in das Nagelbett eindringt.
Eine weitere mögliche Ursache für einen eingewachsenen Nagel ist Vererbung. Hier sind diejenigen besonders gefährdet, in deren Familie bereits vorangegangene Entzündungen des Zehnagels existierten. Die Nägel sind dabei in der Regel deutlich konvex verformt („Rollnägel“).

## Folgeerkrankungen
Durch die Verletzungen der Haut können Bakterien in die Haut gelangen und eine Entzündung hervorrufen. In schweren und unbehandelten Fällen kann es zu einer Osteitis oder gar zu einer bakteriellen Arthritis des Interphalangealgelenkes der Großzehe kommen.

## Konservative Behandlung
Ein chirurgischer Eingriff ist bei rechtzeitiger Reaktion des Betroffenen meistens vermeidbar. Falls der Nagel erst ein wenig eingewachsen ist, sollte umgehend ein Podologe (medizinischer Fußpfleger) oder Dermatologe aufgesucht werden.
Im akuten, schmerzhaften Frühstadium (auch wenn das Risiko einer Operation etwa durch eine Durchblutungsstörung erhöht ist) empfiehlt es sich, den entzündeten Nagel zu tapen. Dazu wird die Wundauflage eines Pflasterstreifens zwischen Nagel und entzündeten Nagelwall geschoben und das Pflaster halbkreisförmig unter Zug um die Zehe geklebt, sodass der Nagelwall nach außen gezogen wird und der Nagel mehr Platz bekommt. Der Patient verspürt fast sofort eine Schmerzlinderung.
Bei stark ausgeprägtem Weichteilgewebe am Nagelwall kann der Podologe zusätzlich einen flachen Keil (Nagelkeil) im Nagelfalz platzieren und damit den seitlichen Nagelwall entlasten. Auch eine Schienung des Nagels mittels längs aufgeschnittener Silikonröhrchen ist möglich.
Eine andere nicht operative Behandlungsmethode besteht in der Anwendung einer Nagelkorrekturspange (Orthonyxiespange) durch einen Podologen. Wenn ein Nagel auch nach einer Behandlung immer wieder einwächst, kann das auch daran liegen, dass der Nagel (im Querschnitt) zu rund geformt ist und rechts und links zu tief im Nagelfalz ist. Dagegen kann ein Podologe Abhilfe schaffen, indem er durch eine Spangen-Behandlung den Nagel aus den Seiten wieder hochzieht. Es gibt hierbei verschiedene Techniken. Die Behandlung dauert je nach Wachstum des Nagels bis zu 14 Monaten. Mit Beginn der Spangen-Behandlung ist der Patient meistens bereits schmerzfrei.
Bleiben die Beschwerden trotz konservativer Maßnahmen dauerhaft bestehen, muss der eingewachsene Nagel operiert werden.

## Operative Behandlung
Falls der Nagel chronisch eingewachsen ist, genügen konservative Maßnahmen nicht mehr.
Oft genügt es, die in das Gewebe eingedrungenen Nagelecke zu entfernen. Danach ist die Stelle mit einem Pflaster zu versorgen, und das Problem wird in zwei bis drei Tagen wesentlich reduziert sein. Die Entzündung geht zusehends zurück. Man kann so genanntes „wildes Fleisch“ (Granulationsgewebe-Zellen, die die Wunde wieder verschließen sollen) beobachten. Geht dieses Gewebe nicht zurück, kann man es mittels "chemischer Kauterisation", z. B. mit 30%iger Trichloressigsäure, behandeln.
Zur Nachbehandlung ist unbedingt nach dem Abklingen der Entzündung die Schnittkante zu kontrollieren, um diese eventuell noch mit einem feinen Fräser abzurunden.
Jedes Unterschieben von Watte oder sonstiger „Tamponaden“ sollte vermieden werden, da diese meistens nicht vertragen werden und oftmals neue Entzündungen hervorrufen. Akute Entzündungen – wenn keine Operation erwünscht ist – kann man in der Regel mittels den Antibiotika Cefuroxim oder Clindamycin in den Griff bekommen.

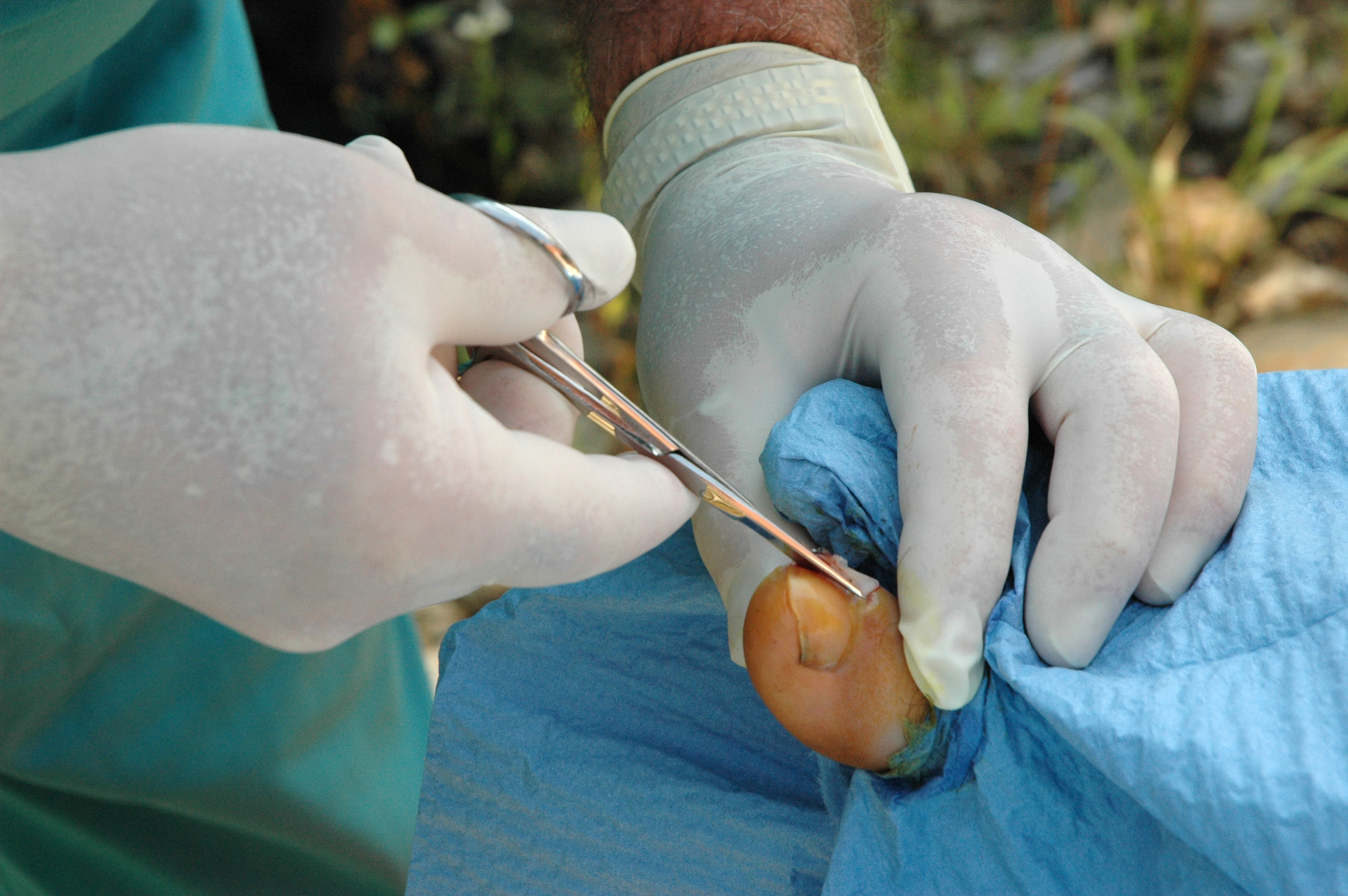
Operation eines eingewachsenen Nagels

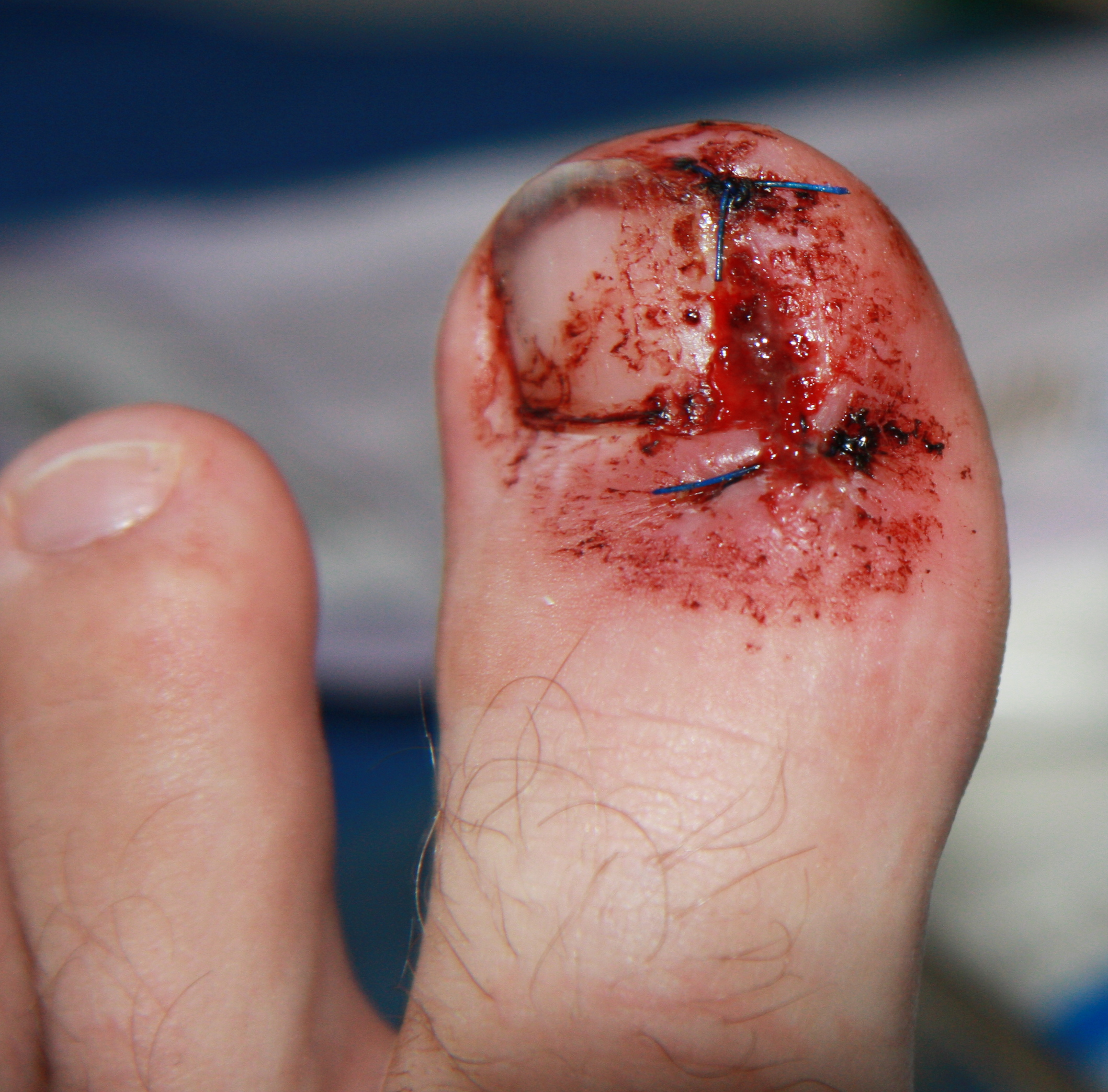
Zwei Tage nach Emmert-Plastik beim Verbandswechsel

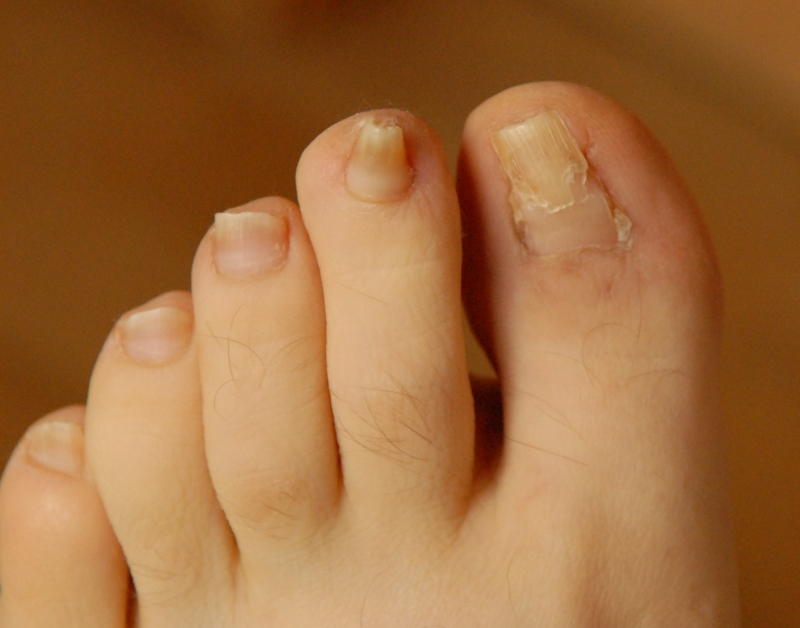
Circa zwei Monate nach Emmert-Plastik

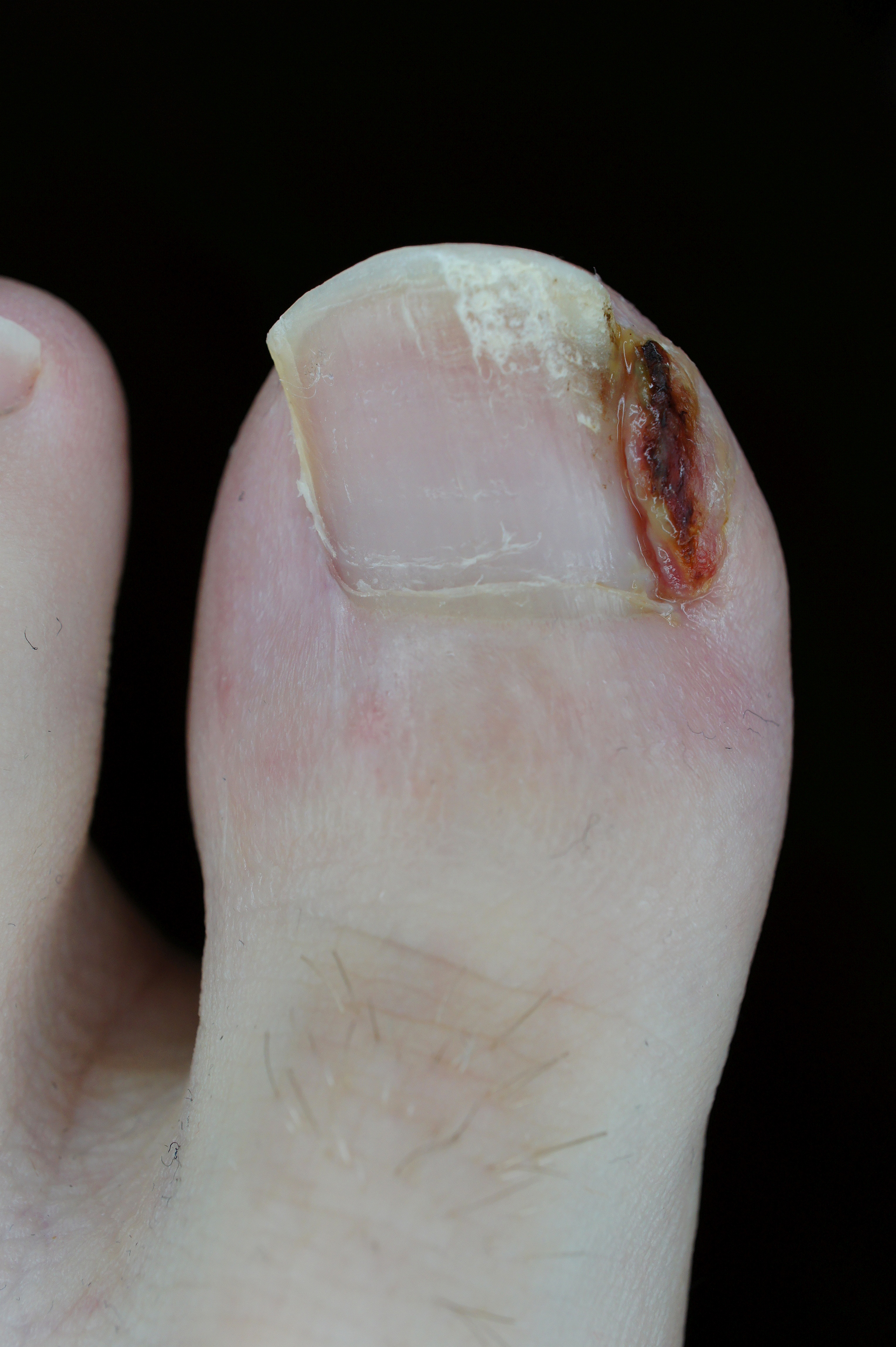
Linker Zehennagelanteil nach kombinierter Vandenbos- und Emmert-Plastik, rechts noch in konservativer Behandlung. Dort ist auch Granulationsgewebe sichtbar.

Besteht die Gefahr, dass der Nagel nach einer Spangen-Behandlung wieder einwächst, wird in der Regel ein Teil davon entfernt und eventuell eine chirurgische Nagelbettverkleinerung (Nagelkeilexzision, synonym Emmert-Plastik) vorgenommen. Das bedeutet, dass nicht nur der Nagel selbst, sondern auch der Teil des Nagelbettes und der Nagelmatrix entfernt werden. Dadurch wird der neu nachwachsende Nagel schmaler und die Gefahr, dass er wieder einwächst, soll sich verringern, denn der Emmert-Plastik und verwandten Methoden liegt die Annahme zugrunde, dass eine ungünstige Nagelform (zu breit, zu sehr gebogen - entsprechend Rollnagel oder Unguis convolutus genannt) die Erkrankung verursache. Auch Nagel-Teilentfernungen werden unter lokaler Betäubung durchgeführt. Angenehmer ist wegen der schmerzhaften sog. Oberst-Leitungsanästhesie eine zusätzliche Analgosedierung. Die alleinige Oberst-Anästhesie wird von praktisch allen Patienten als schmerzhaft empfunden, was man durch vorgenannte Maßnahme vermeiden kann.
Dem entgegen steht die Ansicht, dass stattdessen ein verbreiterter Nagelwall ursächlich sei, also das Weichteilgewebe, welches durch Druck den Nagelrand überwuchert. Nach dieser Theorie sollte solches Gewebe entfernt werden (Vandenbos-Plastik). Dabei wird der Nagelwall dicht am Nagelrand verschmälert, der gesunde Nagel jedoch in seiner natürlichen Form und Breite erhalten. Die entstehende Defektwunde verheilt langsamer (zirka sechs bis acht Wochen), worin der Hauptnachteil der Methode besteht. Die im Vergleich zu anderen Ansätzen niedrigen Rezidiv- und Infektionsraten dieses Vorgehens wurden als „ermutigend“ beschrieben. Die statistischen Daten sind jedoch insgesamt unzureichend und erlauben noch keine allgemeine Empfehlung für oder gegen ein bestimmtes Verfahren.